# Silverstone
Pour les articles homonymes, voir Silverstone.
Silverstone est un village et une paroisse civile du Northamptonshire, en Angleterre.
À environ un kilomètre au sud du village se trouve le circuit de Silverstone, ancienne base de la Royal Air Force devenue le lieu du Grand Prix automobile de Grande-Bretagne.
La commune abrite ainsi le siège et l'usine de l'écurie Aston Martin F1 Team, appartenant auparavant à Jordan Grand Prix.

## Source
- (en) Cet article est partiellement ou en totalité issu de l’article de Wikipédia en anglais intitulé « Silverstone » (voir la liste des auteurs).